# (24617) 1978 WU
1978 دابليو يو (ويعرف أيضًا باسم (24617) 1978 دابليو يو وفق تسمية الكوكب الصغير) (بالإنجليزية: 1978 WU)‏ هو كويكب ضمن حزام الكويكبات؛ وترتيبه 24617 من حيث الاكتشاف.
اكتُشف هذا الجُرم الفلكي بواسطة شيلت جون بوبي في 29 نوفمبر 1978.

## وصلات خارجية
- (24617) 1978 WU في قاعدة بيانات مختبر الدفع النفاث لأجرام النظام الشمسي الصغيرة

- الاكتشاف · مخطط المدار ·  العناصر المدارية · المعلمات المادية

- (24617) 1978 WU على موقع ويكي سكاي: DSS2, SDSS, GALEX, IRAS, Hydrogen α, X-Ray, Astrophoto, Sky Map, Articles and images